# Alter Friedhof (Larbert)

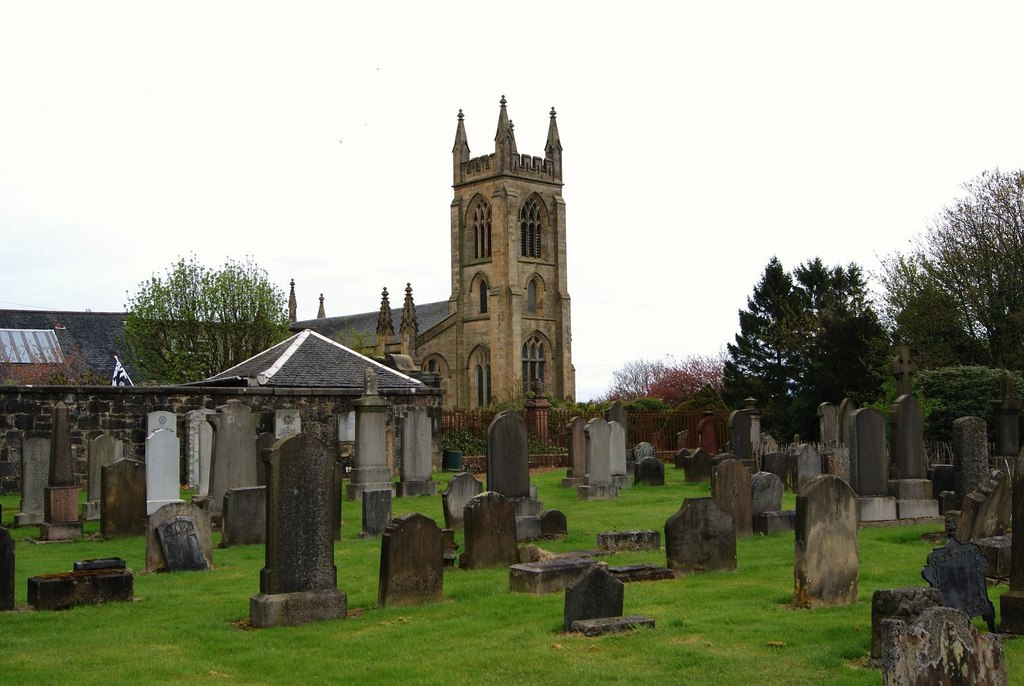
Blick über den Friedhof mit der Larbert Parish Church

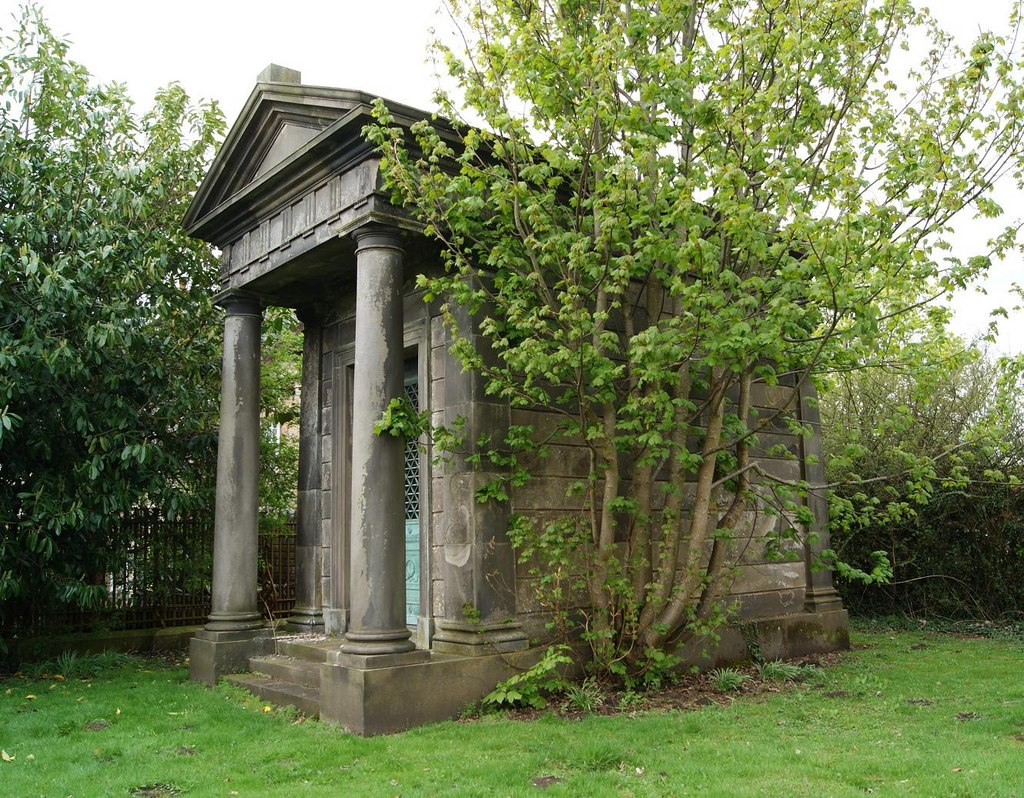
Dawson Mausoleum

Der Alte Friedhof von Larbert ist ein Friedhof in der schottischen Stadt Larbert in der Council Area Falkirk. 1977 wurde das Bauwerk in die schottischen Denkmallisten in der höchsten Kategorie A aufgenommen. Die zugehörige Pfarrkirche ist separat denkmalgeschützt. Das auf dem Friedhof befindliche James Bruce Monument war außerdem als Scheduled Monument klassifiziert. Diese Einstufung wurde jedoch 2018 aufgehoben. Zuvor war es separat als Listed Building geschützt, ist nun jedoch in den Denkmalschutz des Friedhofs inkludiert.

## Geschichte
Die ältesten Grabsteine auf dem Friedhof stammen aus dem 17. Jahrhundert, womit der Friedhof früheren Datums als die aktuelle Kirche (Baujahr 1820) ist. Der unregelmäßige Grundriss deutet darauf hin, dass die Anlage im Laufe der Jahrhunderte mehrfach erweitert wurde. An der Ostseite, in Kirchennähe befinden sich die ältesten Gräber. Im Jahre 1759 wurden in Larbert die Carron Ironworks eröffnet, die älteste Eisenhütte in Schottland, die Koks anstelle von Kohle verwendete, wodurch die Stadt zu dieser Zeit rasch wuchs und sich der Wohlstand mehrte. Hierauf sind die zahlreichen aufwändig gestalteten Gräber aus dem frühen und mittleren 19. Jahrhundert zurückzuführen.

## Beschreibung
Der Friedhof befindet sich am Südwestrand von Larbert. Zahlreiche Gräber sind mit aufwändig ornamentierten Grabsteinen versehen. Auch einige mit Gusseisen gestaltete Grabmäler sind vorhanden. Obschon mit den Carron Ironworks eine Eisenhütte vor Ort existierte, wurden sie großteils in der Sun Foundry gefertigt, die auf Grabmäler spezialisiert war. Meist stammen sie aus der zweiten Hälfte des 19. Jahrhunderts und bestehen aus einem Grabstein, der in eine ornamentierte, gusseiserne Fassung eingelassen ist. Solche Grabsteine sind verhältnismäßig selten und eine derart große Anzahl auf einem einzelnen Friedhof bemerkenswert.
Als einzelne Grabbauten hervorzuheben sind das Dawson Mausoleum und das Bruce Monument. Bei dem Dawson Mausoleum handelt es sich um ein mit Architrav und dorischen Säulen gestaltes Bauwerk. Das Bruce Monument wurde von James Bruce in Gedenken an seine Gattin errichtet. Bruce war ein örtlicher Landherr und der erste Europäer, der zu den Quellen des Blauen Nils vordrang. Das gusseiserne Monument stammt aus den Carron Ironworks und könnte nach einem Entwurf von William Haworth gestaltet worden sein. Der Architekt John Adam war zu dieser Zeit Teilhaber der Eisenhütte und stilistische Merkmale Adams sind erkennbar. Robert Burns erwähnte das Monument in einem seiner Reiseberichte. Erwähnenswert ist des Weiteren eine Stele, die mit einer Urne abschließt. Sie ziert das Grab von Joseph Stainton, dem dritten Leiter der Eisenhütte. Außerdem der gusseiserne Obelisk auf dem Grab von Joseph und Elizabeth Smith.